# Stato federato turco di Cipro
Lo Stato federato turco di Cipro (in turco: Kıbrıs Türk Federe Devleti) era uno Stato della regione di Cipro del Nord dichiarato nel 1975 ed esistente fino al 1983, e non riconosciuto dalla comunità internazionale. Gli successe la Repubblica Turca di Cipro del Nord, che è ugualmente riconosciuta solo dalla Repubblica di Turchia.

## Politica
Il Segretario generale delle Nazioni Unite venne a Cipro il 25-26 dicembre 1974 e chiese che venissero avviati colloqui bilaterali tra le due comunità. Dopo che fu dichiarata l'amministrazione temporanea turco-cipriota il 28 dicembre 1967, la seconda fase fu attuata unilateralmente il 13 febbraio 1975 con la dichiarazione dello Stato federato turco di Cipro da parte del presidente dell'amministrazione Rauf Denktaş nell'Assemblea dell'amministrazione autonoma turca di Cipro.
Nel 1975 lo "Stato federato turco di Cipro" fu dichiarato come un primo passo verso un futuro stato federato turco-cipriota, ma venne respinto dalla Repubblica di Cipro, dall'ONU e dalla comunità internazionale. La risoluzione 367 del Consiglio di sicurezza delle Nazioni Unite espresse rammarico per la dichiarazione, ma, non fu considerata una dichiarazione unilaterale di indipendenza e un tentativo di rottura. La leadership turco-cipriota, guidata da Rauf Denktaş, sperava che i greco-ciprioti li trattassero da pari a pari e che procedessero a proclamare il proprio stato federato. Nel frattempo, il passaggio da "amministrazione" a stato permise ai turco ciprioti di scrivere la propria costituzione. Nelle elezioni del 1976, il Partito di Unità nazionale di Denktaş ottenne il 53,7% dei voti e la maggioranza nel Consiglio nazionale. Questo parlamento procedette in seguito alla discussione e alla stesura della costituzione. Tutti i partiti politici concordarono una soluzione federale alla questione con la continua garanzia di sicurezza da parte della Turchia. I dibattiti erano incentrati su motivi ideologici, sociali ed economici, con i partiti di opposizione del Partito Repubblicano Turco e del Partito di Liberazione Comunista che sostenevano un sistema parlamentare e criticavano la bozza costituzionale per i poteri conferiti al presidente.
Dopo otto anni di negoziati falliti tra la comunità turca e greco-cipriota, il Nord dichiarò la propria indipendenza il 15 novembre 1983 con il nome di Repubblica Turca di Cipro del Nord. Questa dichiarazione unilaterale di indipendenza fu respinta dall'ONU con la risoluzione 541 del Consiglio di sicurezza.
Per gli sviluppi successivi, si veda la Repubblica Turca di Cipro del Nord.

## Economia
Nel 1978 le importazioni dello Stato Federato Turco di Cipro ammontavano a 2.067.457.000 lire turche, e le esportazioni a 758.453 mila lire turche. Nel 1980 le importazioni ammontavano a 7.086.008.000 lire turche e le esportazioni a 3.345.262.000 lire turche.